# Frank Jackson
Franklin "Frank" Willis Jackson (Washington, 4 de maio de 1998) é um jogador norte-americano de basquete profissional que atualmente joga no Detroit Pistons da National Basketball Association (NBA).
Ele jogou basquete universitário no Duke Blue Devils e foi selecionado pelo Charlotte Hornets como a 31ª escolha geral no Draft da NBA de 2017.

## Carreira no ensino médio

### Calouro e segundo ano

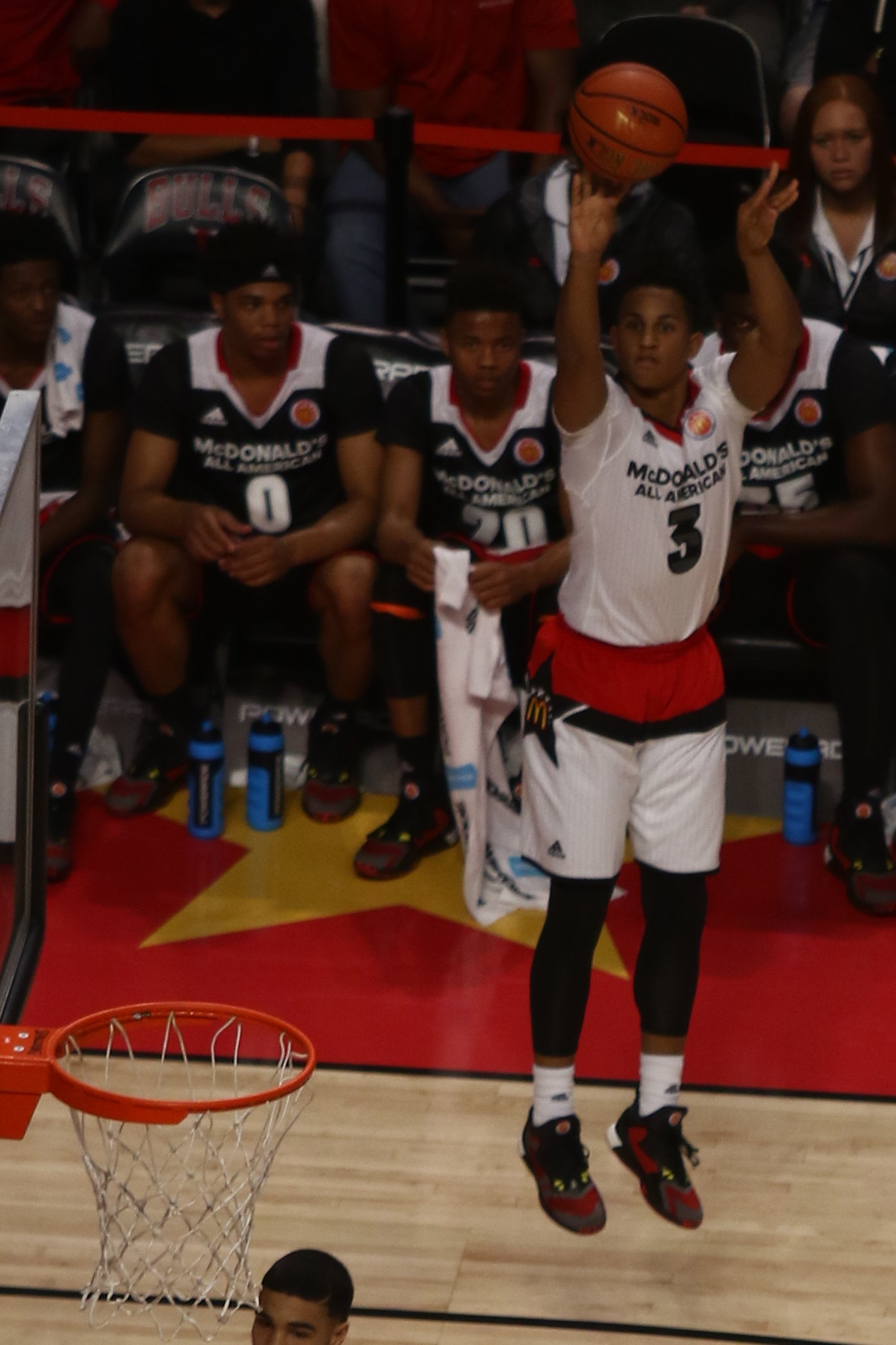
Jackson no McDonald's All-American Game de 2016

Franklin estudou na Lehi High School em Lehi, Utah como calouro, antes de se transferir para a Lone Peak High School em Highland, Utah em seu segundo ano. Em seu segundo ano, Jackson teve média de 17,9 pontos e ajudou sua equipe a vencer o Campeonato Estadual 5A de Utah.

### Terceiro ano
Em seu terceiro ano, ele obteve médias de 26,9 pontos, 4,5 rebotes e 2,0 roubos de bola, sendo selecionado para a Quarta Equipe Maxpreps All-American e para a Equipe Estadual pela Salt Lake Tribune.
Durante o verão de 2015, Jackson participou do NBPA Top 100 Camp na Virgínia. Em agosto de 2015, ele foi convidado para jogar no Under Armour Elite 24 em Nova York, onde se saiu extremamente bem e se destacou na competição, marcando 20 pontos e ganhando o prêmio de Co-MVP.
Jackson teve médias de 24 pontos e 2,7 assistências em 10 jogos com sua equipe da AAU, o Utah Prospects. Seu treinador da AAU chamou Jackson de "mais habilidoso nesta idade do que Russell Westbrook era".

### Último ano
Em 12 de dezembro, Jackson marcou 38 pontos em uma vitória por 73-71 sobre Miller Grove. Em 12 de janeiro de 2016, ele registrou 49 pontos e 9 rebotes na derrota por 94-92 na prorrogação contra Kobi Simmons e St. Francis School no HoopHall Classic de 2016. Em 5 de fevereiro, Jackson registrou 32 pontos e 11 rebotes na vitória por 68-61 sobre St. Joseph.
Nessa temporada, ele obteve médias de 28,1 pontos, 6,4 rebotes e 3,0 assistências, sendo eleito Mr. Basketball de Utah e Jogador do Ano pela Salt Lake Tribune. Jackson foi nomeado para o McDonald's All-American em janeiro de 2016 e competiu no Powerade Jam Fest, onde ganhou a competição de enterrada. No All-Star Game em 30 de março de 2016, no United Center em Chicago, ele marcou 19 pontos e ganhou o prêmio de Co-MVP ao lado de seu companheiro Josh Jackson.

### Recrutamento
Jackson foi classificado como um recruta de cinco estrelas e classificado como o 10° melhor jogador pela ESPN e o 12° melhor jogador pela Scout.com na classe de 2016.
Ele foi recrutado por Duke, Arizona, Arizona State, BYU, Maryland, Stanford, UCLA e Utah. Ele originalmente se comprometeu com a BYU, mas desistiu depois de receber o interesse de outras universidades. Em 1º de setembro de 2015, Jackson se comprometeu com Duke.
| Nome | Cidade Natal                                       | Escola/Universidade   | Altura             | Peso           | Data da revisão |
| --- | -------------------------------------------------- | --------------------- | ------------------ | -------------- | --------------- |
| Frank Jackson PG | Alpine, UT                                         | Lone Peak High School | 6 ft 4 in (1.93 m) | 200 lb (91 kg) | Sep 1, 2015     |
| Frank Jackson PG | Recrutamento: Rivals: Scout: 247sports: ESPN: 96\| |                       |                    |                |                 |
| Classificação geral de novatos: Scout: 13º \| Rivals: 12º \| ESPN: 10º                                                                                        |                                                    |                       |                    |                |                 |
| - Nota: Em muitos casos, Scout, Rivals, 247Sports e ESPN podem entrar em conflito em suas listas de altura e peso, nestes casos, a média foi obtida. - Fonte: |                                                    |                       |                    |                |                 |

## Carreira universitária
Em 11 de novembro, em sua estreia por Duke, Jackson registrou 18 pontos e 4 assistências na vitória por 94-49 contra Marist no Hall of Fame Tip Off de 2016. Em 12 de novembro, ele registrou 22 pontos e 4 rebotes na vitória por 96-61 sobre Grand Canyon. Em 23 de novembro, o Blue Devils derrotou William & Mary por 88-67 e Jackson contribuiu com 19 pontos. Em 28 de fevereiro, ele marcou 22 pontos, o recorde da temporada, na vitória de 75-70 sobre Flórida State. Em 10 de março, Jackson registrou 15 pontos e 5 rebotes em uma vitória de 93-83 sobre a rival Carolina do Norte nas semifinais do Torneio da ACC.
Em sua única temporada em Duke, Jackson foi titular em 16 de 36 jogos e teve médias de 10,9 pontos, 2,5 rebotes e 1,7 assistências.
Em 12 de maio de 2017, ele anunciou que assinaria com um agente, renunciando às três temporadas universitárias restantes.

## Carreira profissional

### New Orleans Pelicans (2017–2020)
No draft da NBA de 2017, Jackson foi selecionado pelo Charlotte Hornets como a 31º escolha geral, mas foi rapidamente negociado com o New Orleans Pelicans em troca de considerações em dinheiro. Em 11 de julho de 2017, Jackson assinou um contrato de 3 anos e US$3.8 milhões com os Pelicans. Após o draft, ele foi submetido a uma cirurgia no pé e foi descartado até janeiro, mas, em janeiro, Jackson foi submetido a uma segunda cirurgia no pé e foi descartado pelo resto da temporada.
Jackson fez sua estreia na Summer League em 6 de julho de 2018, onde registrou 13 pontos, 6 rebotes, 1 assistência e 1 roubo de bola. No início do segundo tempo, ele sofreu uma entorse no tornozelo esquerdo e foi descartado pelo resto do torneio.
Ele fez sua estreia na NBA em 17 de outubro de 2018 na abertura da temporada dos Pelicans contra o Houston Rockets, jogando 2 minutos na vitória por 131-112. Em 7 de janeiro de 2019, Jackson marcou 17 pontos em apenas 19 minutos em uma vitória por 114-95 contra o Memphis Grizzlies. Em 2 de fevereiro de 2019, ele marcou 25 pontos em uma derrota por 113-108 para o San Antonio Spurs.
Em 1º de novembro de 2019, Jackson marcou 21 pontos em uma vitória de 122–107 contra o Denver Nuggets. Em 14 de novembro de 2019, ele marcou 23 pontos na vitória por 132–127 sobre o Los Angeles Clippers.

### Detroit Pistons (2020-Presente)
Em 4 de dezembro de 2020, Jackson assinou um contrato de 2 anos e US$3.5 milhões com o Oklahoma City Thunder. Em 21 de dezembro, ele foi dispensado pelo Thunder.
Em 27 de dezembro, Jackson assinou um contrato de mão dupla com o Detroit Pistons e o seu afiliado da G-League, Grand Rapids Drive.

## Estatísticas da carreira

### NBA

#### Temporada regular
| Ano      | Equipe      | PJ  | PT | MPJ  | AP   | 3P   | LL   | RT  | AS  | BR | TO | PPJ |
| -------- | ----------- | --- | -- | ---- | ---- | ---- | ---- | --- | --- | -- | -- | --- |
| 2018–19  | New Orleans | 61  | 16 | 19.2 | .434 | .314 | .740 | 2.2 | 1.1 | .4 | .0 | 8.1 |
| 2019–20  | New Orleans | 59  | 2  | 13.5 | .405 | .326 | .747 | 1.4 | 1.0 | .3 | .1 | 6.3 |
| 2020–21  | Detroit     | 40  | 6  | 18.5 | .457 | .407 | .813 | 2.2 | .9  | .4 | .0 | 9.8 |
| Carreira | Carreira    | 160 | 24 | 17.0 | .432 | .349 | .766 | 2.2 | 1.0 | .3 | .0 | 8.0 |

### Universitário
| Ano     | Equipe | PJ | PT | MPJ  | AP   | 3P   | LL   | RT  | AS  | BR  | TO  | PPJ  |
| ------- | ------ | -- | -- | ---- | ---- | ---- | ---- | --- | --- | --- | --- | ---- |
| 2016–17 | Duke   | 36 | 16 | 24.9 | .473 | .395 | .755 | 2.5 | 1.7 | 0.6 | 0.1 | 10.9 |

Fonte:

## Vida pessoal
Jackson é filho do ex-senador estadual de Utah, Al Jackson, e o segundo mais velho de cinco filhos. Jackson é republicano e membro da Igreja de Jesus Cristo dos Santos dos Últimos Dias. Ele também morou em Oregon, nos subúrbios de Maryland e em Washington, DC, onde seu pai trabalhou como lobista para a indústria aeroespacial.
O pai de Jackson é afro-americano e sua mãe, Juleen, é europeia mas nasceu e foi criada em Utah.